# 보호 작업장
보호 작업장(Sheltered workshop)이라는 용어는 일반적으로 최저임금 요건의 부재를 포함하되 이에 국한되지 않는 노동 기준이 면제되는 장애인을 다른 사람과 별도로 고용하는 조직 또는 환경을 의미한다.
미국에서는 1938년 공정 노동 기준법(Fair Labor Standards Act)의 면제를 통해 장애인에 대한 최저임금을 낮추었다. 이는 장애가 있는 제1차 세계 대전 참전용사들이 취업 기회를 갖도록 돕기 위한 것이다. 그 이후로 비영리 단체는 보호 작업장에 장애인 근로자를 고용했으며, 2015년에는 약 300,000명이 이 계약에 참여했다. 20세기 말에는 보호 작업장을 폐지하려는 운동이 추진력을 얻었으며 지지자들은 일자리가 돈을 준다고 말했다. 낮은 임금, 승진 훈련 및 기회 부족(장애인의 독립성을 감소시키면서 해당 직업에 영구적으로 가두는 것), 장애인 근로자를 별도의 작업 환경으로 분리하기 때문에 차별적이다. 장애 서비스 제공자, 많은 부모, 장애인 근로자 스스로가 워크숍을 지지하고 최저 임금 면제를 철폐하면 그러한 일자리와 일할 선택권이 사라질 것이라고 말한다(중증 장애가 있는 많은 사람들은 결코 일반 근로자 수준에서 업무를 수행할 수 없기 때문입니다). 이를 통해 장애인이 노동의 많은 비임금 혜택(사회적 공헌에 대한 자부심 등)을 누리는 것을 방지하고 이를 성인 데이케어로 대체한다. 2020년까지 7개 주에서는 최저임금 이하 임금을 금지하는 법안을 통과시켰다.